# Donkey Kong Land
Donkey Kong Land, intitolato Super Donkey Kong GB (スーパードンキーコングGB?, Sūpā Donkī Kongu GB) in Giappone, è un videogioco sviluppato dalla Rareware per il Game Boy. È stato pubblicato nel 1995.

## Trama
Cranky Kong, invidioso di tutto il successo che Donkey Kong e Diddy Kong hanno riscosso con Donkey Kong Country, afferma che l'unico motivo per il quale la loro prima avventura è diventata un grande successo è la sua grafica e il suo sonoro molto divertenti. Allora li sfida, dicendo che non sarebbero mai riusciti a finire l'avventura su un sistema a 8 bit (il Game Boy, appunto), e successivamente fa rubare di nuovo tutte le banane di Donkey Kong a K. Rool.

## Modalità di gioco
Ci sono diversi meccanismi di gameplay che sono stati cambiati per integrarsi meglio con il Game Boy. Per esempio, sullo schermo compariva solo un personaggio alla volta a causa delle dimensioni ridotte dello schermo, mentre il secondo personaggio appariva quando il giocatore lo richiedeva o quando il primo veniva sconfitto. In Donkey Kong Land ci sono quattro mondi tutti nuovi, ma che contengono gli stessi modelli di livelli già presenti in Donkey Kong Country. Tutti si svolgono sull'isola di Donkey Kong (in inglese Donkey Kong Island).

## Accoglienza
Donkey Kong Land ha ricevuto un punteggio di 71,80% da GameRankings.

## Premi
Donkey Kong Land ha vinto il premio come Migliore Gioco per Game Boy del 1995 secondo Electronic Gaming Monthly.